# 貴族院院内総務
貴族院院内総務（英: Leader of the House of Lords）は、イギリスの内閣の閣僚職の一つ。
貴族院議員の中から首相が任命する閣僚職であり、儀仗衛士隊隊長(貴族院与党院内幹事長)、女王衛士隊隊長(貴族院与党院内副幹事長)、侍従たる議員(貴族院与党院内幹事)らとともに貴族院において政府を代表して各会派との院内交渉を行う役割を担う。また貴族院の権利と特権を守り、貴族院の運営を主導する役割も有している。

## 歴代の貴族院院内総務
所属政党
| 肖像                                | 肖像                                       | 名前                                                                                             | 期間           | 期間           | 兼務職 | 所属政党                    | 内閣 (首相所属政党) | 内閣 (首相所属政党)                           |
| ----------------------------------- | ------------------------------------------ | ------------------------------------------------------------------------------------------------ | -------------- | -------------- | --- | --------------------------- | ------------------- | --------------------------------------------- |
|                                     |                                            | 第3代サンダーランド伯爵 チャールズ・スペンサー                                                   | 1717年4月      | 1718年3月      | 北部担当国務大臣 | ホイッグ党                  |                     |                                               |
|                                     |                                            | 初代スタンホープ伯爵 ジェームズ・スタンホープ 1718年4月までスタンホープ子爵                      | 1718年3月      | 1721年2月5日   | 北部担当国務大臣 | ホイッグ党                  |                     |                                               |
|                                     |                                            | 第2代タウンゼンド子爵 チャールズ・タウンゼンド                                                   | 1721年2月      | 1730年5月      | 北部担当国務大臣 | ホイッグ党                  |                     | ウォルポール＝タウンゼンド内閣 （ホイッグ党） |
|                                     |                                            | 初代ハリントン伯爵 ウィリアム・スタンホープ 1742年2月までハリントン男爵                          | 1730年5月      | 1742年2月      | 北部担当国務大臣 | ホイッグ党                  |                     | ウォルポール内閣 （ホイッグ党）               |
|                                     |                                            | 第2代グランヴィル伯爵 ジョン・カートレット 1744年10月までカートレット男爵                        | 1742年2月12日  | 1744年11月24日 | 北部担当国務大臣 | ホイッグ党                  |                     | カートレット内閣 （ホイッグ党）               |
|                                     | ブロード・ボトム内閣 （ホイッグ党）        | 第2代グランヴィル伯爵 ジョン・カートレット 1744年10月までカートレット男爵                        | 1742年2月12日  | 1744年11月24日 | 北部担当国務大臣 | ホイッグ党                  |                     |                                               |
|                                     |                                            | 初代ハリントン伯爵 ウィリアム・スタンホープ                                                      | 1744年11月     | 1746年10月     | 北部担当国務大臣 | ホイッグ党                  |                     |                                               |
|                                     |                                            | 第4代チェスターフィールド伯爵 フィリップ・スタンホープ                                           | 1746年10月     | 1748年2月      | 北部担当国務大臣 | ホイッグ党                  |                     |                                               |
|                                     |                                            | 初代ニューカッスル公爵 トマス・ペラム＝ホールズ                                                  | 1748年2月      | 1756年11月16日 | 北部担当国務大臣（1754年3月まで） 首相（1754年3月から） | ホイッグ党                  |                     |                                               |
|                                     | 第1次ニューカッスル公爵内閣 （ホイッグ党） | 初代ニューカッスル公爵 トマス・ペラム＝ホールズ                                                  | 1748年2月      | 1756年11月16日 | 北部担当国務大臣（1754年3月まで） 首相（1754年3月から） | ホイッグ党                  |                     |                                               |
|                                     |                                            | 第4代デヴォンシャー公爵 ウィリアム・キャヴェンディッシュ                                         | 1756年11月16日 | 1757年6月25日  | 首相 | ホイッグ党                  |                     | ピット＝デヴォンシャー公爵内閣 （ホイッグ党） |
|                                     |                                            | 初代ニューカッスル公爵 トマス・ペラム＝ホールズ                                                  | 1757年7月2日   | 1762年5月26日  | 首相 | ホイッグ党                  |                     | 第2次ニューカッスル公爵内閣 （ホイッグ党）    |
|                                     |                                            | 第2代イグリモント伯爵 チャールズ・ウィンダム                                                     | 1762年5月      | 1763年8月21日  | 南部担当国務大臣 | ホイッグ党                  |                     | ビュート伯爵内閣 （トーリー党）               |
|                                     | グレンヴィル内閣                           | 第2代イグリモント伯爵 チャールズ・ウィンダム                                                     | 1762年5月      | 1763年8月21日  | 南部担当国務大臣 | ホイッグ党                  |                     |                                               |
|                                     |                                            | 第2代ハリファックス伯爵 ジョージ・モンタギュー＝ダンク                                           | 1763年8月      | 1765年7月      | 南部担当国務大臣 | トーリー党                  |                     |                                               |
|                                     |                                            | 第2代ロッキンガム侯爵 チャールズ・ワトソン＝ウェントワース                                       | 1765年7月13日  | 1766年7月30日  | 首相 | ホイッグ党 (ロッキンガム派) |                     | 第1次ロッキンガム侯爵内閣 （ホイッグ党）      |
|                                     |                                            | 第3代グラフトン公爵 オーガスタス・フィッツロイ                                                   | 1766年         | 1770年1月28日  | 第一大蔵卿 首相（1768年10月から） | ホイッグ党 (チャタム派)     |                     | チャタム伯爵内閣 （ホイッグ党）               |
|                                     | グラフトン公爵内閣 （ホイッグ党）          | 第3代グラフトン公爵 オーガスタス・フィッツロイ                                                   | 1766年         | 1770年1月28日  | 第一大蔵卿 首相（1768年10月から） | ホイッグ党 (チャタム派)     |                     |                                               |
|                                     |                                            | 第3代ウェイマス子爵 トマス・シン                                                                 | 1770年1月      | 1770年12月     | 南部担当国務大臣 | トーリー党                  |                     | ノース卿内閣 （トーリー党）                   |
|                                     |                                            | 第4代ロッチフォード伯爵 ウィリアム・ナッソー・ド・ザイレステイン                                 | 1770年12月     | 1775年11月     | 南部担当国務大臣 |                             |                     | ノース卿内閣 （トーリー党）                   |
|                                     |                                            | 第12代サフォーク伯爵 ヘンリー・ハワード                                                          | 1775年11月     | 1779年3月6日   | 北部担当国務大臣 |                             |                     | ノース卿内閣 （トーリー党）                   |
|                                     |                                            | 第3代ウェイマス子爵 トマス・シン                                                                 | 1779年3月      | 1779年11月     | 南部担当国務大臣 | トーリー党                  |                     | ノース卿内閣 （トーリー党）                   |
|                                     |                                            | 第7代ストーモント子爵 デイヴィッド・マレー                                                       | 1779年11月     | 1782年3月      | 北部担当国務大臣 |                             |                     | ノース卿内閣 （トーリー党）                   |
|                                     |                                            | 第2代シェルバーン伯爵 ウィリアム・ペティ                                                         | 1782年3月      | 1783年4月      | 内務大臣（1782年7月まで） 首相（1782年7月から） | ホイッグ党 (ロッキンガム派) |                     | 第2次ロッキンガム侯内閣                       |
| シェルバーン伯爵内閣 （ホイッグ党） |                                            | 第2代シェルバーン伯爵 ウィリアム・ペティ                                                         | 1782年3月      | 1783年4月      | 内務大臣（1782年7月まで） 首相（1782年7月から） | ホイッグ党 (ロッキンガム派) |                     |                                               |
|                                     |                                            | 第3代ポートランド公爵 ウィリアム・キャヴェンディッシュ＝ベンティンク                             | 1783年4月2日   | 1783年12月     | 首相 | ホイッグ党 (フォックス派)   |                     | フォックス＝ノース連立内閣 （ホイッグ党）     |
|                                     |                                            | 第3代テンプル伯爵 ジョージ・ニュージェント＝テンプル＝グレンヴィル                               | 1783年12月     | 1783年12月     | 国務大臣 | –                           |                     | 第1次小ピット内閣 （トーリー党）              |
|                                     |                                            | 初代シドニー男爵 トマス・タウンゼンド                                                            | 1783年12月     | 1789年6月      | 内務大臣 | ホイッグ党                  |                     | 第1次小ピット内閣 （トーリー党）              |
|                                     |                                            | 第5代リーズ公爵 フランシス・オズボーン                                                           | 1789年         | 1790年         | 外務大臣 | トーリー党                  |                     | 第1次小ピット内閣 （トーリー党）              |
|                                     |                                            | 初代グレンヴィル男爵 ウィリアム・グレンヴィル                                                    | 1790年11月     | 1801年2月      | 内務大臣（1791年6月まで） 外務大臣（1791年6月から） | トーリー党                  |                     | 第1次小ピット内閣 （トーリー党）              |
|                                     |                                            | 第4代ホバート男爵 ロバート・ホバート                                                             | 1801年3月      | 1801年10月     | 陸軍・植民地大臣 | トーリー党                  |                     | アディントン内閣 （トーリー党）               |
|                                     |                                            | 第3代スタンマーのペラム男爵 トマス・ペラム                                                       | 1801年10月     | 1803年8月      | 内務大臣 | トーリー党                  |                     | アディントン内閣 （トーリー党）               |
|                                     |                                            | 第2代ハークスベリー男爵 ロバート・ジェンキンソン                                                 | 1803年11月     | 1806年2月      | 外務大臣（1804年5月まで） 内務大臣（1804年5月から） | トーリー党                  |                     | アディントン内閣 （トーリー党）               |
|                                     | 第2次小ピット内閣 （トーリー党）           | 第2代ハークスベリー男爵 ロバート・ジェンキンソン                                                 | 1803年11月     | 1806年2月      | 外務大臣（1804年5月まで） 内務大臣（1804年5月から） | トーリー党                  |                     |                                               |
|                                     |                                            | 初代グレンヴィル男爵 ウィリアム・グレンヴィル                                                    | 1806年2月11日  | 1807年3月      | 首相 | ホイッグ党                  |                     | グレンヴィル男爵内閣 （ホイッグ党）           |
|                                     |                                            | 第2代リヴァプール伯爵 ロバート・ジェンキンソン 1808年までハークスベリー男爵                      | 1807年3月25日  | 1827年4月      | 内務大臣（1809年11月まで） 陸軍・植民地大臣（1809年11月 – 1812年6月） 首相（1812年6月から） | トーリー党                  |                     | 第2次ポートランド公内閣 （トーリー党）        |
|                                     | パーシヴァル内閣 （トーリー党）            | 第2代リヴァプール伯爵 ロバート・ジェンキンソン 1808年までハークスベリー男爵                      | 1807年3月25日  | 1827年4月      | 内務大臣（1809年11月まで） 陸軍・植民地大臣（1809年11月 – 1812年6月） 首相（1812年6月から） | トーリー党                  |                     |                                               |
|                                     | リヴァプール伯内閣 （トーリー党）          | 第2代リヴァプール伯爵 ロバート・ジェンキンソン 1808年までハークスベリー男爵                      | 1807年3月25日  | 1827年4月      | 内務大臣（1809年11月まで） 陸軍・植民地大臣（1809年11月 – 1812年6月） 首相（1812年6月から） | トーリー党                  |                     |                                               |
|                                     |                                            | 初代ゴドリッチ子爵 フレデリック・ロビンソン                                                      | 1827年4月30日  | 1828年1月      | 陸軍・植民地大臣（1827年9月まで） 首相（1827年8月から） | トーリー党                  |                     | カニング内閣 （トーリー党）                   |
|                                     | ゴドリッチ子爵内閣 （トーリー党）          | 初代ゴドリッチ子爵 フレデリック・ロビンソン                                                      | 1827年4月30日  | 1828年1月      | 陸軍・植民地大臣（1827年9月まで） 首相（1827年8月から） | トーリー党                  |                     |                                               |
|                                     |                                            | 初代ウェリントン公爵 アーサー・ウェルズリー                                                      | 1828年1月      | 1830年11月     | 首相 | トーリー党                  |                     | 第1次ウェリントン公内閣 （トーリー党）        |
|                                     |                                            | 第2代グレイ伯爵 チャールズ・グレイ                                                               | 1830年11月22日 | 1834年7月9日   | 首相 | ホイッグ党                  |                     | グレイ伯内閣 （ホイッグ党）                   |
|                                     |                                            | 第2代メルバーン子爵 ウィリアム・ラム                                                             | 1834年7月16日  | 1834年11月14日 | 首相 | ホイッグ党                  |                     | 第1次メルバーン子爵内閣 （ホイッグ党）        |
|                                     |                                            | 初代ウェリントン公爵 アーサー・ウェルズリー                                                      | 1834年11月17日 | 1835年4月8日   | 首相 内務大臣 陸軍植民地大臣 外務大臣 | トーリー党                  |                     | 第2次ウェリントン公内閣 （トーリー党）        |
|                                     | 第1次ピール内閣 (保守党)                   | 初代ウェリントン公爵 アーサー・ウェルズリー                                                      | 1834年11月17日 | 1835年4月8日   | 首相 内務大臣 陸軍植民地大臣 外務大臣 | トーリー党                  |                     |                                               |
|                                     |                                            | 第2代メルバーン子爵 ウィリアム・ラム                                                             | 1835年4月18日  | 1841年8月30日  | 首相 | ホイッグ党                  |                     | 第2次メルバーン子爵内閣 （ホイッグ党）        |
|                                     |                                            | 初代ウェリントン公爵 アーサー・ウェルズリー                                                      | 1841年9月3日   | 1846年6月27日  | 無任所大臣 | 保守党                      |                     | 第2次ピール内閣 (保守党)                      |
|                                     |                                            | 第3代ランズダウン侯爵 ヘンリー・ペティ＝フィッツモーリス                                         | 1846年7月6日   | 1852年2月21日  | 枢密院議長 | ホイッグ党                  |                     | ラッセル内閣 （ホイッグ党）                   |
|                                     |                                            | 第14代ダービー伯爵 エドワード・スミス＝スタンリー                                                | 1852年2月23日  | 1852年12月17日 | 首相 | 保守党                      |                     | 第1次ダービー伯内閣 (保守党)                  |
|                                     |                                            | 第4代アバディーン伯爵 ジョージ・ハミルトン＝ゴードン                                             | 1852年12月19日 | 1855年1月30日  | 首相 | ピール派                    |                     | アバディーン伯内閣 (ピール派)                 |
|                                     |                                            | 第2代グランヴィル伯爵 グランヴィル・ルーソン＝ゴア                                               | 1855年2月8日   | 1858年2月21日  | 枢密院議長 | ホイッグ党                  |                     | 第1次パーマストン子爵内閣 （ホイッグ党）      |
|                                     |                                            | 第14代ダービー伯爵 エドワード・スミス＝スタンリー                                                | 1858年2月21日  | 1859年6月11日  | 首相 | 保守党                      |                     | 第2次ダービー伯内閣 (保守党)                  |
|                                     |                                            | 第2代グランヴィル伯爵 グランヴィル・ルーソン＝ゴア                                               | 1859年6月18日  | 1865年10月29日 | 枢密院議長 | 自由党                      |                     | 第2次パーマストン子爵内閣 (自由党)            |
|                                     |                                            | 初代ラッセル伯爵 ジョン・ラッセル                                                                | 1865年10月29日 | 1866年6月26日  | 首相 | 自由党                      |                     | ラッセル伯内閣 (自由党)                       |
|                                     |                                            | 第14代ダービー伯爵 エドワード・スミス＝スタンリー                                                | 1866年6月28日  | 1868年2月25日  | 首相 | 保守党                      |                     | 第3次ダービー伯内閣 (保守党)                  |
|                                     |                                            | 第3代マームズベリー伯爵 ジェームズ・ハリス                                                       | 1868年2月27日  | 1868年12月1日  | 王璽尚書 | 保守党                      |                     | 第1次ディズレーリ内閣 (保守党)                |
|                                     |                                            | 第2代グランヴィル伯爵 グランヴィル・ルーソン＝ゴア                                               | 1868年12月9日  | 1874年2月17日  | 植民地大臣（1870年7月まで） 外務大臣（1870年7月から） | 自由党                      |                     | 第1次グラッドストン内閣 (自由党)              |
|                                     |                                            | 第6代リッチモンド公爵 チャールズ・ゴードン＝レノックス                                           | 1874年2月21日  | 1876年8月21日  | 枢密院議長 | 保守党                      |                     | 第2次ディズレーリ内閣 (保守党)                |
|                                     |                                            | 初代ビーコンズフィールド伯爵 ベンジャミン・ディズレーリ                                          | 1876年8月21日  | 1880年4月21日  | 首相 | 保守党                      |                     | 第2次ディズレーリ内閣 (保守党)                |
|                                     |                                            | 第2代グランヴィル伯爵 グランヴィル・ルーソン＝ゴア                                               | 1880年4月28日  | 1885年6月9日   | 外務大臣 | 自由党                      |                     | 第2次グラッドストン内閣 (自由党)              |
|                                     |                                            | 第3代ソールズベリー侯爵 ロバート・ガスコイン＝セシル                                             | 1885年6月23日  | 1886年1月28日  | 首相 外務大臣 | 保守党                      |                     | 第1次ソールズベリー侯内閣 (保守党)            |
|                                     |                                            | 第2代グランヴィル伯爵 グランヴィル・ルーソン＝ゴア                                               | 1886年2月6日   | 1886年7月20日  | 植民地大臣 | 自由党                      |                     | 第3次グラッドストン内閣 (自由党)              |
|                                     |                                            | 第3代ソールズベリー侯爵 ロバート・ガスコイン＝セシル                                             | 1886年7月25日  | 1892年8月11日  | 首相 外務大臣（1887年1月から） | 保守党                      |                     | 第2次ソールズベリー侯内閣 (保守党)            |
|                                     |                                            | 初代キンバリー伯爵 ジョン・ウッドハウス                                                          | 1892年8月18日  | 1894年3月5日   | 枢密院議長 | 自由党                      |                     | 第4次グラッドストン内閣 (自由党)              |
|                                     |                                            | 第5代ローズベリー伯爵 アーチボルド・プリムローズ                                                 | 1894年3月5日   | 1895年6月21日  | 首相 | 自由党                      |                     | ローズベリー伯内閣 (自由党)                   |
|                                     |                                            | 第3代ソールズベリー侯爵 ロバート・ガスコイン＝セシル                                             | 1895年6月25日  | 1902年7月11日  | 首相 外務大臣（1900年11月まで） 王璽尚書（1900年11月12日から） | 保守党                      |                     | 第3次ソールズベリー侯内閣 (保守党)            |
|                                     |                                            | 第8代デヴォンシャー公爵 スペンサー・キャヴェンディッシュ                                         | 1902年7月12日  | 1903年10月13日 | 枢密院議長 | 自由統一党                  |                     | バルフォア内閣 (保守党)                       |
|                                     |                                            | 第5代ランズダウン侯爵 ヘンリー・ペティ＝フィッツモーリス                                         | 1903年10月13日 | 1905年12月4日  | 外務大臣 | 自由統一党                  |                     | バルフォア内閣 (保守党)                       |
|                                     |                                            | 初代リポン侯爵 ジョージ・ロビンソン                                                              | 1905年12月10日 | 1908年4月14日  | 王璽尚書 | 自由党                      |                     | キャンベル＝バナマン内閣 (自由党)             |
|                                     |                                            | 初代クルー侯爵 ロバート・クルー＝ミルンズ 1911年までホートン男爵                                 | 1908年4月14日  | 1916年12月10日 | 植民地大臣（1908年5月–1910年11月） 王璽尚書（1908年10月–1911年10月,1912年2月–1915年5月） インド大臣（1910年11月–1911年3月,1911年5月-1915年5月） 枢密院議長（1915年5月から） 教育委員会委員長（1916年8月から） | 自由党                      |                     | アスキス内閣 (自由党)                         |
|                                     | アスキス挙国一致内閣 (自由党)              | 初代クルー侯爵 ロバート・クルー＝ミルンズ 1911年までホートン男爵                                 | 1908年4月14日  | 1916年12月10日 | 植民地大臣（1908年5月–1910年11月） 王璽尚書（1908年10月–1911年10月,1912年2月–1915年5月） インド大臣（1910年11月–1911年3月,1911年5月-1915年5月） 枢密院議長（1915年5月から） 教育委員会委員長（1916年8月から） | 自由党                      |                     |                                               |
|                                     |                                            | 初代ケドルストンのカーゾン侯爵 ジョージ・カーゾン 1921年までケドルストンのカーゾン侯爵に叙される | 1916年12月10日 | 1924年1月22日  | 枢密院議長（1919年10月まで） 外務大臣（1919年10月から） | 保守党                      |                     | ロイド・ジョージ挙国一致内閣 (自由党)         |
|                                     | ロー内閣 (保守党)                          | 初代ケドルストンのカーゾン侯爵 ジョージ・カーゾン 1921年までケドルストンのカーゾン侯爵に叙される | 1916年12月10日 | 1924年1月22日  | 枢密院議長（1919年10月まで） 外務大臣（1919年10月から） | 保守党                      |                     |                                               |
|                                     | 第1次ボールドウィン内閣 (保守党)           | 初代ケドルストンのカーゾン侯爵 ジョージ・カーゾン 1921年までケドルストンのカーゾン侯爵に叙される | 1916年12月10日 | 1924年1月22日  | 枢密院議長（1919年10月まで） 外務大臣（1919年10月から） | 保守党                      |                     |                                               |
|                                     |                                            | 初代ホールデン子爵 リチャード・ホールデン                                                        | 1924年1月22日  | 1924年11月3日  | 大法官 | 労働党                      |                     | 第1次マクドナルド内閣 (労働党)                |
|                                     |                                            | 初代ケドルストンのカーゾン侯爵 ジョージ・カーゾン                                                | 1924年11月3日  | 1925年3月20日  | 枢密院議長 | 保守党                      |                     | 第2次ボールドウィン内閣                       |
|                                     |                                            | 第4代ソールズベリー侯爵 ジェームズ・ガスコイン＝セシル                                           | 1925年4月27日  | 1929年6月4日   | 王璽尚書 | 保守党                      |                     | 第2次ボールドウィン内閣                       |
|                                     |                                            | 初代パーモア男爵 チャールズ・クリップス                                                          | 1929年6月7日   | 1931年8月24日  | 枢密院議長 | 労働党                      |                     | 第2次マクドナルド内閣                         |
|                                     |                                            | 初代レディング侯爵 ルーファス・アイザックス                                                      | 1931年8月24日  | 1931年11月5日  | 外務大臣 | 自由党                      |                     | マクドナルド挙国一致内閣 (挙国派労働機構)     |
|                                     |                                            | 初代ヘイルシャム子爵 ダグラス・ホッグ                                                            | 1931年11月5日  | 1935年6月7日   | 陸軍大臣 | 保守党                      |                     | マクドナルド挙国一致内閣 (挙国派労働機構)     |
|                                     |                                            | 第7代ロンドンデリー侯爵 チャールズ・ヴェーン＝テンペスト＝ステュアート                           | 1935年6月7日   | 1935年11月22日 | 王璽尚書 | 保守党                      |                     | 第3次ボールドウィン内閣 (保守党)              |
|                                     |                                            | 第3代ハリファックス子爵 エドワード・ウッド                                                       | 1935年11月22日 | 1938年2月21日  | 王璽尚書(1937年5月まで) 枢密院議長(1937年5月から) | 保守党                      |                     | 第3次ボールドウィン内閣 (保守党)              |
|                                     | チェンバレン内閣 (保守党)                  | 第3代ハリファックス子爵 エドワード・ウッド                                                       | 1935年11月22日 | 1938年2月21日  | 王璽尚書(1937年5月まで) 枢密院議長(1937年5月から) | 保守党                      |                     |                                               |
|                                     |                                            | 第7代スタンホープ伯爵 ジェイムズ・スタンホープ                                                   | 1938年2月21日  | 1940年5月14日  | 教育委員会委員長(1938年10月まで) 海軍大臣(1938年10月–1939年9月) 枢密院議長(1939年9月から) | 保守党                      |                     |                                               |
|                                     | チェンバレン戦時内閣 (保守党)              | 第7代スタンホープ伯爵 ジェイムズ・スタンホープ                                                   | 1938年2月21日  | 1940年5月14日  | 教育委員会委員長(1938年10月まで) 海軍大臣(1938年10月–1939年9月) 枢密院議長(1939年9月から) | 保守党                      |                     |                                               |
|                                     |                                            | 初代カルデコート子爵 トマス・インスキップ                                                        | 1940年5月14日  | 1940年10月3日  | 自治領大臣 | 保守党                      |                     | チャーチル戦時内閣 (保守党)                   |
|                                     |                                            | 第3代ハリファックス子爵 エドワード・ウッド                                                       | 1940年10月3日  | 1940年12月22日 | 外務大臣 | 保守党                      |                     | チャーチル戦時内閣 (保守党)                   |
|                                     |                                            | 初代ロイド男爵 ジョージ・ロイド                                                                  | 1940年12月22日 | 1941年2月4日   | 植民地大臣 | 保守党                      |                     | チャーチル戦時内閣 (保守党)                   |
|                                     |                                            | 初代モイン男爵 ウォルター・ギネス                                                                | 1941年2月8日   | 1942年2月21日  | 植民地大臣 | 保守党                      |                     | チャーチル戦時内閣 (保守党)                   |
|                                     |                                            | 第5代ソールズベリー侯爵 ロバート・ガスコイン＝セシル                                             | 1942年2月21日  | 1945年7月26日  | 植民地大臣（1942年11月まで） 王璽尚書（1942年11月–1943年9月） 自治領大臣（1943年9月–1945年） | 保守党                      |                     | チャーチル戦時内閣 (保守党)                   |
|                                     | チャーチル暫定内閣 (保守党)                | 第5代ソールズベリー侯爵 ロバート・ガスコイン＝セシル                                             | 1942年2月21日  | 1945年7月26日  | 植民地大臣（1942年11月まで） 王璽尚書（1942年11月–1943年9月） 自治領大臣（1943年9月–1945年） | 保守党                      |                     |                                               |
|                                     |                                            | 初代アディソン子爵 クリストファー・アディソン                                                    | 1945年8月3日   | 1951年10月26日 | 自治領大臣（1947年7月まで） コモンウェルス大臣（1947年7月–1947年10月） 王璽尚書（1947年10月–1951年3月） 主計長官（1948年7月–1949年4月） 枢密院議長（1951年3月から）                                           | 労働党                      |                     | アトリー内閣 (労働党)                         |
|                                     |                                            | 第5代ソールズベリー侯爵 ロバート・ガスコイン＝セシル                                             | 1951年10月28日 | 1957年3月29日  | 王璽尚書（1952年5月まで） コモンウェルス大臣（1952年3月–1952年11月） 枢密院議長（1952年11月から） | 保守党                      |                     | 第3次チャーチル内閣 (保守党)                  |
|                                     | イーデン内閣 (保守党)                      | 第5代ソールズベリー侯爵 ロバート・ガスコイン＝セシル                                             | 1951年10月28日 | 1957年3月29日  | 王璽尚書（1952年5月まで） コモンウェルス大臣（1952年3月–1952年11月） 枢密院議長（1952年11月から） | 保守党                      |                     |                                               |
|                                     |                                            | 第14代ヒューム伯爵 アレック・ダグラス＝ヒューム                                                  | 1957年3月29日  | 1960年7月27日  | コモンウェルス大臣 枢密院議長（1957年9月まで、1959年10月から） | 保守党                      |                     | マクミラン内閣 (保守党)                       |
|                                     |                                            | 第2代ヘイルシャム子爵 クィンティン・ホッグ                                                       | 1960年7月27日  | 1963年10月20日 | 枢密院議長 | 保守党                      |                     | マクミラン内閣 (保守党)                       |
|                                     |                                            | 第6代キャリントン男爵 ピーター・キャリントン                                                     | 1963年10月20日 | 1964年10月16日 | 無任所大臣 | 保守党                      |                     | ダグラス＝ヒューム内閣 (保守党)               |
|                                     |                                            | 第7代ロングフォード伯爵 フランク・パッケナム                                                     | 1964年10月18日 | 1968年1月16日  | 王璽尚書（1965年12月まで、1966年4月から） 植民地大臣（1965年12月-1966年4月） | 労働党                      |                     | 第1次～2次ウィルソン内閣 (労働党)             |
|                                     |                                            | シャクルトン男爵 エドワード・シャクルトン                                                        | 1968年1月16日  | 1970年6月19日  | 王璽尚書（1968年4月まで、1968年10月から） 主計長官（1968年4月–1968年11月） | 労働党                      |                     | 第1次～2次ウィルソン内閣 (労働党)             |
|                                     |                                            | 第2代ジェリコー伯爵 ジョージ・ジェリコー                                                         | 1970年6月20日  | 1973年5月23日  | 王璽尚書 | 保守党                      |                     | ヒース内閣 (保守党)                           |
|                                     |                                            | 第3代ウィンドルシャム男爵 デイヴィッド・ヘネシー                                                 | 1973年6月5日   | 1974年3月4日   | 王璽尚書 | 保守党                      |                     | ヒース内閣 (保守党)                           |
|                                     |                                            | 第2代シェパード男爵 マルコム・シェパード                                                         | 1974年3月7日   | 1976年9月10日  | 王璽尚書 | 労働党                      |                     | 第3次～4次ウィルソン内閣 (労働党)             |
|                                     | キャラハン内閣 (労働党)                    | 第2代シェパード男爵 マルコム・シェパード                                                         | 1974年3月7日   | 1976年9月10日  | 王璽尚書 | 労働党                      |                     |                                               |
|                                     |                                            | ピート男爵 フレッド・ピート                                                                      | 1976年9月10日  | 1979年5月4日   | 王璽尚書 | 労働党                      |                     |                                               |
|                                     |                                            | ソームズ男爵 クリストファー・ソームズ                                                            | 1979年5月5日   | 1981年9月14日  | 王璽尚書 | 保守党                      |                     | 第1次～3次サッチャー内閣 (保守党)             |
|                                     |                                            | ヤング女男爵 ジャネット・ヤング                                                                  | 1981年9月14日  | 1983年6月11日  | ランカスター公領大臣（1982年4月まで） 王璽尚書（1982年4月から） | 保守党                      |                     | 第1次～3次サッチャー内閣 (保守党)             |
|                                     |                                            | 初代ホワイトロー子爵 ウィリアム・ホワイトロー                                                    | 1983年6月11日  | 1988年1月10日  | 枢密院議長 | 保守党                      |                     | 第1次～3次サッチャー内閣 (保守党)             |
|                                     |                                            | 第2代ベルステッド男爵 ジョン・ガンゾニー                                                         | 1988年1月10日  | 1990年11月28日 | 王璽尚書 | 保守党                      |                     | 第1次～3次サッチャー内閣 (保守党)             |
|                                     |                                            | ワディントン男爵 デイヴィッド・ワディントン                                                      | 1990年11月28日 | 1992年4月11日  | 王璽尚書 | 保守党                      |                     | 第1次～2次メージャー内閣 (保守党)             |
|                                     |                                            | ウェイカム男爵 ジョン・ウェイカム                                                                | 1992年4月11日  | 1994年7月20日  | 王璽尚書 | 保守党                      |                     | 第1次～2次メージャー内閣 (保守党)             |
|                                     |                                            | クランボーン子爵 ロバート・ガスコイン＝セシル                                                    | 1994年7月20日  | 1997年5月2日   | 王璽尚書 | 保守党                      |                     | 第1次～2次メージャー内閣 (保守党)             |
|                                     |                                            | リチャード男爵 アイヴァー・リチャード                                                            | 1997年5月2日   | 1998年7月27日  | 王璽尚書 | 労働党                      |                     | 第1次～3次ブレア内閣 (労働党)                 |
|                                     |                                            | パディントンのジェイ女男爵 マーガレット・ジェイ                                                  | 1998年7月27日  | 2001年6月8日   | 王璽尚書 | 労働党                      |                     | 第1次～3次ブレア内閣 (労働党)                 |
|                                     |                                            | モスティンのウィリアムズ男爵 ガレス・ウィリアムズ                                                | 2001年6月8日   | 2003年9月20日  | 王璽尚書 | 労働党                      |                     | 第1次～3次ブレア内閣 (労働党)                 |
|                                     |                                            | アモス女男爵 ヴァレリー・アモス                                                                  | 2003年10月6日  | 2007年6月27日  | 枢密院議長 | 労働党                      |                     | 第1次～3次ブレア内閣 (労働党)                 |
|                                     |                                            | アップホーランドのアシュトン女男爵 キャサリン・アシュトン                                        | 2007年6月27日  | 2008年10月2日  | 枢密院議長 | 労働党                      |                     | ブラウン内閣 (労働党)                         |
|                                     |                                            | ブレスドンのロイオール女男爵 ジャネット・ロイオール'                                             | 2008年10月2日  | 2010年5月11日  | 枢密院議長（2009年6月まで） ランカスター公領大臣（2009年6月から） | 労働党                      |                     | ブラウン内閣 (労働党)                         |
|                                     |                                            | 第2代ストラスクライド男爵 トマス・ガルブレイス                                                   | 2010年5月12日  | 2013年1月7日   | ランカスター公領大臣 | 保守党                      |                     | 第1次キャメロン内閣 (保守党)                  |
|                                     |                                            | オエアフォードのヒル男爵 ジョナサン・ヒル                                                        | 2013年1月7日   | 2014年7月15日  | ランカスター公領大臣 | 保守党                      |                     | 第1次キャメロン内閣 (保守党)                  |
|                                     |                                            | ビーストンのストーウェル女男爵 ティナ・ストーウェル                                              | 2014年7月15日  | 2016年7月14日  | 王璽尚書 | 保守党                      |                     | 第1次キャメロン内閣 (保守党)                  |
| 第2次キャメロン内閣 (保守党)        |                                            | ビーストンのストーウェル女男爵 ティナ・ストーウェル                                              | 2014年7月15日  | 2016年7月14日  | 王璽尚書 | 保守党                      |                     |                                               |
|                                     |                                            | ボーズ・パークのエヴァンズ女男爵 ナタリー・エヴァンズ                                            | 2016年7月14日  | 2022年9月6日   | 王璽尚書 | 保守党                      |                     | 第1次～第2次メイ内閣 (保守党)                 |
|                                     | 第1次～第2次ジョンソン内閣 (保守党)        | ボーズ・パークのエヴァンズ女男爵 ナタリー・エヴァンズ                                            | 2016年7月14日  | 2022年9月6日   | 王璽尚書 | 保守党                      |                     |                                               |
|                                     |                                            | ニコラスのトゥルー男爵 ニコラス・トゥルー                                                        | 2022年9月6日   | 2024年7月5日   | 王璽尚書 | 保守党                      |                     | トラス内閣 (保守党)                           |
|                                     | スナク内閣 (保守党)                        | ニコラスのトゥルー男爵 ニコラス・トゥルー                                                        | 2022年9月6日   | 2024年7月5日   | 王璽尚書 | 保守党                      |                     |                                               |
|                                     |                                            | バジルドンのスミス女男爵 アンジェラ・スミス                                                      | 2024年7月5日   | 現職           | 王璽尚書 | 労働党                      |                     | スターマー内閣 (労働党)                       |